# Leandro Colloredo

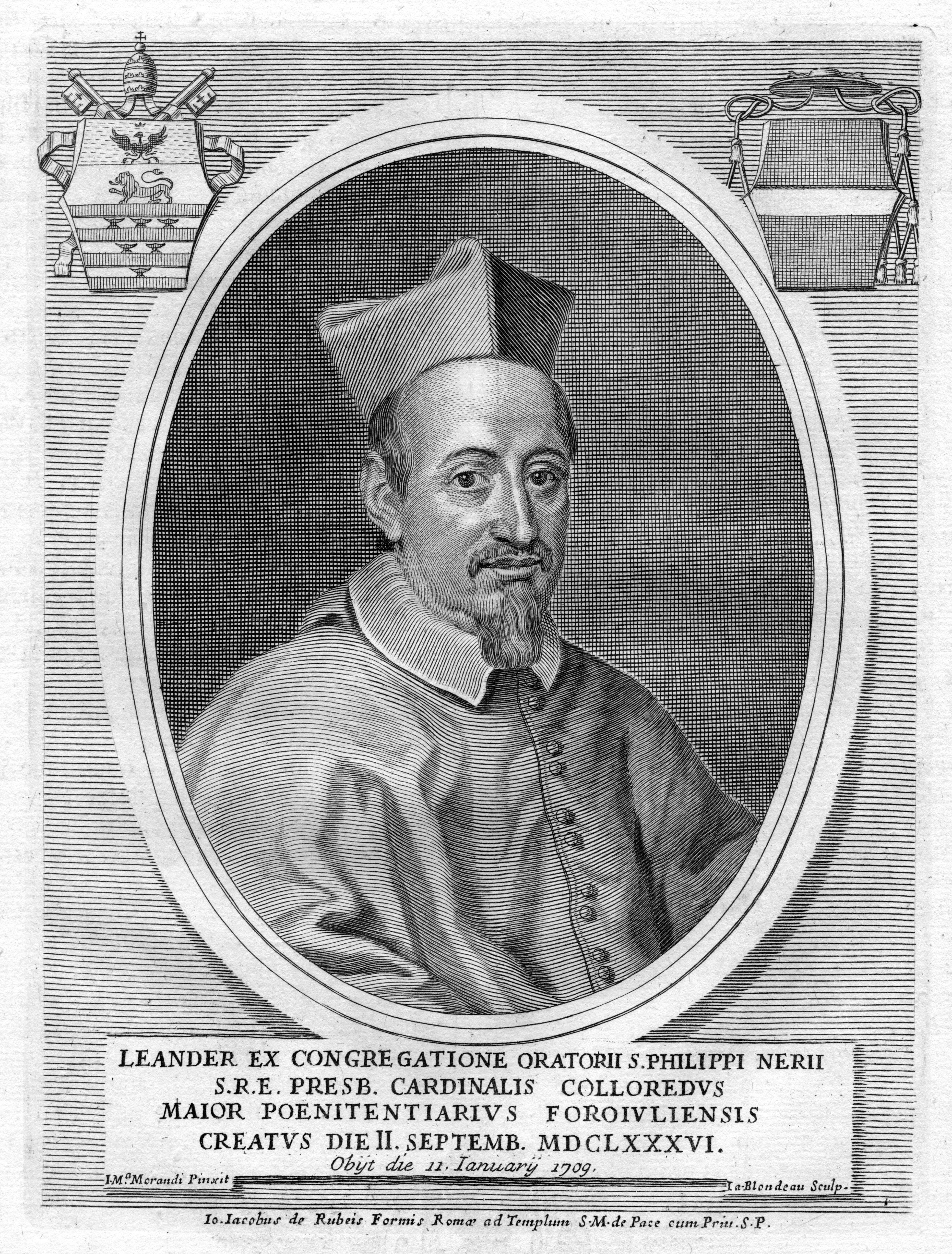
Leandro Kardinal Colloredo (Stich von Jacques Blondeau)

Leandro Colloredo C.O. (* 15. April 1639 in Colloredo di Monte Albano; † 11. Januar 1709 in Rom) war ein italienischer Geistlicher und Kardinal der Römischen Kirche.

## Leben

### Herkunft und frühe Jahre
Geboren als drittes Kind des Marchese Fabio II. Colloredo und der Claudia Colloredo, entstammte er der friaulischen Adelsfamilie Colloredo. Die Taufe empfing er noch am Tag seiner Geburt. Nach zweijährigem Privatunterricht bei Giovanni Battista Brescia ging Leandro Colloredo nach Rom, wo er das Collegium Romanum besuchte. Am 2. November 1653 wurde er als Laienbruder in das Oratorium des heiligen Philipp Neri aufgenommen. Als 1656 in Rom eine Epidemie ausbrach, sah sich seine Mutter veranlasst, ihn zur Rückkehr in die Heimat zu bewegen, was der junge Colloredo jedoch ablehnte.
Er empfing im Dezember 1663 in der Lateranbasilika die Priesterweihe und feierte am Weihnachtstag seine Primiz. Er wurde vom Oratorium mit verschiedenen Aufgaben betraut, darunter die des Krankenpflegers, des Novizenmeisters und des Bibliothekars. Es entwickelte sich eine Freundschaft zu Jean Mabillon, die bis zum Tod des französischen Benediktiners und Gelehrten andauerte. Leandro Colloredo wurde Examinator der Bischöfe und Konsultor der Indexkongregation. Eine Berufung auf den erzbischöflichen Sitz von Avignon lehnte er ab.

### Kardinal
Im Konsistorium vom 2. September 1686 erhob Papst Innozenz XI. ihn zum Kardinal. Den Kardinalshut und San Pietro in Montorio als Titelkirche erhielt Leandro Colloredo am 30. September desselben Jahres. Vom 28. Februar 1688 bis zum 11. Januar 1709 amtierte er als Kardinalgroßpönitentiar. Er war Teilnehmer des Konklave 1689, aus dem Alexander VIII. als Papst hervorging. Am 7. November 1689 optierte er zur Titelkirche Santi Nereo ed Achilleo. Vom 2. Januar 1696 bis zum 14. Januar 1697 war er Kämmerer des Heiligen Kardinalskollegiums. Später nahm er am Konklave 1700 teil, das Papst Clemens XI. wählte. Am 27. April 1705 optierte er zur Titelkirche Santa Maria in Trastevere.

### Tod und Beisetzung
Leandro Colloredo starb am 11. Januar 1709 gegen 7 Uhr 15 abends in Rom. Am 24. Januar desselben Jahres wurde sein Leichnam in die Kirche Santa Maria in Vallicella überführt, wo er beigesetzt wurde.